# 명성황후 (드라마)
《명성황후》(明成皇后)는 2001년 5월 9일부터 2002년 7월 18일까지 한국방송공사에서 방영한 특별기획 드라마이다.

## 방송 시간
| 방송 채널 | 방송 기간                        | 방송 시간                                            |
| --------- | -------------------------------- | ---------------------------------------------------- |
| KBS 2TV   | 2001년 5월 9일 ~ 2002년 1월 10일 | 매주 수요일 ~ 목요일 밤 9시 50분 ~ 10시 50분 (1시간) |
| KBS 2TV   | 1월 16일 ~ 7월 18일              | 매주 월요일 ~ 금요일 밤 9시 50분 ~ 11시 (1시간 10분) |

## 제작진
- 연출 : 윤창범, 신창석
- 극본 : 정하연
- 해설 : 설영범

## 등장 인물

### 주요 인물
- 대행왕후(명성황후) : 이미연 → 최명길[1] (아역 : 문근영)

본관은 여흥, 성은 민씨, 여주출생. 숙종계비 인현왕후의 아버지였던 민유중의 5대손이자 철종 때 신혜청낭청과 영주군수를 역임했던 민치록의 딸. 8세 때 고아가 되어 본가에서 가난하게 자라다 흥선대원군의 부인인 부대부인 민씨에 추천으로 왕비에 간택 책봉됐다. 1882년 임오군란으로 궁궐을 탈출, 화개동 윤태준에 집을 거쳐 충주 장호원으로 피신하던중 흥선대원군에 의해 중전의 국상이 선포되자 윤태준을 고종에게 밀파하여 자신의 건재함을 알리고 청나라에 지원요청을 한다. 청나라 군대의 출동으로 임오군란이 진압되자 청나라에 흥선대원군을 납치해 가도록 요청하고 민씨정권을 재수립 하였다. 1894년 흥선대원군의 재등장으로 갑오경장이 시작되자 이번에는 러시아에 접근하여 일본세력을 추방하려 하였다. 이에 일본공사 미우라 고로가 을미사변을 일으켜, 8월 2일 일본낭인을 궁중에 침입시켜, 건천궁에서 그녀를 난자 시해하고 시신은 궁궐 밖으로 운반하여 소각하였다. 그 뒤 그녀는 폐위되어 서인이 되었다가 10월 복호되고 1897년(광무1년) '명성'이라는 시호가 내려지고 그 해 11월 국장으로 청량리 밖 홍릉에서 장사지냈다.
- 고종 : 이진우 (아역 : 이인)

제26대 왕 (재위 1863 ~ 1907) 영조의 현손 흥선대원군 이하응의 둘째아들. 1863년 (철종14년) 12월 철종이 후사없이 승하하자 조대비의 전교로 12세에 즉위하였다. 세왕의 나이가 어리므로 예에 따라 조대비가 수렴청정하였으나, 대정을 협찬하게 한다는 명분으로 정권은 대원군에게 넘어가 이로부터 대원군의 10년 집정시대가 열렸다.
- 흥선대원군 : 유동근

영조의 직계 증손인 남연군의 넷째 아들. 고종의 아버지이자 명성황후의 시아버지. 큰아들 이재면, 둘째아들 이명복(고종), 셋째아들 이재선과 딸 셋을 두었다. 본명은 이하응이다. 둘째 아들인 이명복(고종)을 왕위에 올려 실권을 잡는다. 외척들의 세도정치로 인해 피폐된 조선을 개혁하기 위해 노력한다. 초기엔 백성들의 지지를 한몸에 받았으나 경복궁 중건으로 민심이 이반되고, 여기에 서원철폐로 유생들의 반감까지 사게된다. 장성한 고종의 친정 욕구에 의해 때마침 올라온 최익현의 탄핵으로 실각한다. 이후 계속 명성황후의 민씨 세력과 대립한다.

### 왕실 인물
- 김용림 : 대왕대비 (조대비) / 신정황후 역

순조의 세자인 효명세자(익종으로 추존)의 부인이자 헌종의 어머니이다. 외척 세도가문 중 하나인 풍양 조씨 세력의 수장으로 고종의 즉위에도 관여한다.
- 김정하 : 왕대비 / 효정왕후 역

남양 홍씨. 헌종의 부인.
- 유혜영 : 대비 / 철인왕후 역

안동 김씨. 철종의 부인.
- 백승우 (아역 : 이민호 → 곽정욱) : 세자 (순종) 역

대한제국의 마지막 군주. 고종과 명성황후 사이의 하나 밖에 없는 자식이자 외아들로 세자에 책봉된다. 몸이 약하고, 유약한 성품을 지니고 있다.
- 이유리 (아역 : 박은빈 → 김소영) : 세자빈 (순명효황후) 역

순종의 부인. 명성황후와 같은 여흥 민씨 출신의 세자빈.
- 강성민 : 의화군 역

고종의 둘째 아들.
- 이풍운 : 이은 (영친왕 / 의민태자) 역

고종의 셋째 아들.
- 정선경 : 귀인 이씨 (영보당) 역

고종의 후궁. 고종보다 나이가 많았다. 상궁으로 처음에 청년기 고종의 사랑을 독차지하여 완화군까지 출산하나 나중에 명성황후의 투기로 궁에서 쫓겨난다.
- 김세아 : 귀인 정씨 (보현당) 역

고종의 후궁.
- 서미애 : 순헌황귀비 역

고종의 후궁. 영친왕의 생모로 명성황후 사후 사실상 고종의 계비 역할을 한다.
- 강성현 : 완화군 역.

고종의 첫 아들. 열 세 살의 나이에 홍역으로 죽게 되는데 당시 일곱 살이었던 왕세자(순종)를 두고 있던 왕비가 완화군을 독살했다는 소문이 나돌기도 했다.

### 내관과 궁녀
- 황범식 : 이내관 역

고종의 최측근인 내관으로 내관들의 우두머리인 상선이다.
- 이건 : 강내관 역

명성황후의 거처인 중궁전의 내관.
- 김보미 : 홍상궁 역

명성황후의 최측근 상궁. 홍계훈의 여동생.
- 홍여진 : 윤상궁 역

신정왕후 조씨의 상궁.
- 이지은 : 중궁전 궁녀 역
- 윤영주 : 대전상궁 역
- 최영완 : 영보당 이씨 처소 나인 역

### 주요 인물
운현궁
- 이덕희 : 여흥부대부인 민씨 역

고종의 어머니.흥선대원군 이하응의 부인. 부대부인마님이라고 불리며 존경받는다. 명성황후와 같은 집안인 여흥 민씨로 민승호, 민경호의 친누나이기도 하다.
- 한범희 : 이재면 역

대원군의 장남. 아버지로부터 '소 같은 바보'라고 멸시당해서 한때 외삼촌인 민승호의 편에 가담한다.
- 안승민 : 이준용 역

흥선대원군의 장손자. 이재면의 아들. 고종의 정적이기도 했으며, 실제로 흥선대원군이 고종을 대신해 왕위에 세우려고도 했다. 초기엔 반일적인 인물이었으나, 후에 골수 친일파로 변신한다.
- 정진각 : 천희연 역

흥선대원군의 심복.
- 유종근 : 장순규 역

흥선대원군의 심복.
- 이기열 : 하정일 역

흥선대원군의 심복.
- 정진화 : 안필주 역

흥선대원군의 심복.
- 김시원 : 장돌맹이 역

하정일을 죽인 주막집 손님
- 김혜선 : 추월 역.

흥선대원군을 섬긴 소실.
- 이현경 : 옥선 역
- 이경영 : 허욱 역

흥선대원군의 심복.
- 이원용 : 안기영 역
- 이우석 : 이재선 역

흥선대원군의 서장자. 역모사건에 연루되어 사사된다.
- 서영진 : 이풍래 역
- 홍영자 : 판돌어멈(박마르타) 역

오페르트 도굴사건
- 기정수 : 신철균 역

민승호 폭파사건에 연루되어 죽는다.
제너럴 셔먼호 사건
- 장칠군 : 이팔행 역

조선과 청국간의 의견을 통역해준다. 이후에도 이홍장, 원세개 등을 통역하다가 청국과 너무 정이 들어 고종에게 "너는 조선 사람이니 참견하지 말라"는 소리도 들었다.
임오군란
- 김성환 : 민겸호 역

민씨 정권의 척신. 민치구의 아들. 민승호의 동생이자 흥선대원군의 처남. 임오군란을 유발했으며, 이를 강압적으로 진압하려다 난군에게 살해된다.
- 맹호림 : 김보현 역

민겸호같은 척신과 어울리며 자행한 모리 행위로 원성이 자자한 인물로 임오군란 당시 난군에게 피살된다.
- 이재연 : 김춘영 역

구식군인의 일원으로 임오군란 관련인물.
- 김대환 : 유복만 역

구식군인의 일원으로 임오군란 관련인물.
- 김진태 : 김장손 역

김춘영의 아버지.
- 김기복 : 유춘만 역

유복만의 동생.
- 김태형 : 선혜청 관리 역

민겸호의 하인으로 구식군인의 녹봉에 모래와 겨를 섞어주는 만행을 부린다.
- 윤관용 : 심상훈 역

갑신정변
- 이병욱 : 김옥균 역

개화파 인물로 일본군의 도움을 받아 갑신정변을 일으켰으나 3일만에 실패하고 망명정객으로 유랑하다 상하이에서 홍종우에 의해 처단된다. 시신은 능지처참되고 효수된다.
- 차철순 : 박영효 역

개화파 인물.
- 이원희 : 홍영식 역

개화파 인물. 청나라군에게 피살된다.
- 박용진 : 서광범 역

개화파 인물.
- 홍정욱 : 서재필 역

개화파 인물.
- 이기철 : 윤치호 역

개화파 인물.
- 서동수 : 이규완 역

개화파 무신
동학농민운동
- 전병옥 : 전봉준 역

흥선대원군의 식객으로 있기도 했다. 고부봉기를 시작으로 동학농민운동을 일으킨다.
- 이계영 : 김개남 역

을미사변
- 홍일권 : 홍계훈 역

홍상궁의 오빠. 임오군란 당시 명성황후를 보호하여 신임을 얻는다. 이후에도 쭉 명성황후의 호위를 도맡다가 을미사변 당시 일본 낭인에게 저항하다 살해된다.
- 김준모 : 이경직 역

을미사변 당시 궁내부 대신이었다. 일본 낭인에게 온몸으로 저항하다 팔이 잘리고 살해된다.
- 오성열 : 우범선 역

일본군이 끌어들인 훈련대의 군관.
- 김봉근 : 윤석우 역

살해되어 소각된 명성황후의 시신에서 뼈조각을 몰래 수습한다.
- 김경응 : 현홍택 역
- 유태술 : 훈련대 군졸 역

대원군 일가
- 이영후 : 흥인군 역

흥선대원군의 형. 무능하고 줏대가 없는 인물로 흥선대원군이 실각하자 중용되나 임오군란 당시 난군에 살해된다.
- 엄유신 : 흥인군의 처 역

명성황후 일가
- 선우은숙 : 감고당 이씨 역

명성황후의 생모. 민승호 폭사당시 중상을 입고 사망한다.
- 이도련 : 민치록 역

명성황후의 친부. 명성황후가 어릴 때 사망한다.
- 김효원 : 민승호 역

왕비의 아버지 민치록의 양자로 왕비의 친정 오빠. 권세를 누리다가 대원군의 사주에 의해 폭탄에 맞고 죽는다.
- 현석 : 민태호 역

민씨 정권 척신. 민영익의 아버지. 세자빈(순명효황후) 민씨의 아버지 이기도 하다.
- 김병세 : 민규호 역

민씨 정권 척신.
- 김봉근 : 민영위 역

민씨 정권 척신.
- 김광영 : 민영익 역

민씨 정권 척신.
- 김영기 : 민응식 역

민씨 정권 척신.
- 전인택 : 이용익 역

민시 정권 인사. 보부상 출신으로 신분이 높은 인물은 아니었으나 발이 빨라 출세한다.
풍양 조씨
- 김상순 : 조두순 역

풍양 조씨.
- 최상훈 : 조영하 역

풍양 조씨. 신정왕후 조씨의 5촌 조카
안동 김씨
- 송재호 : 김좌근 역

안동 김씨의 수장.
- 박영지 : 김병학 역

안동김씨들의 세도를 배경으로 대사헌, 판서 등을 역임한 실력자였으나 흥선군과 친하게 지내 흥선군이 김병학의 딸을 왕비로 간택하겠다는 약속까지 한다.
흥선군의 집권 후 안동 김씨 세력들이 모두 몰락한 뒤에도 그만은 출세가도를 달린다.
- 정성모 : 김병기 역

안동 김씨. 김좌근의 아들.
- 박철호 : 김병국 역

안동 김씨. 김수근의 아들로 김병학의 동생.
- 임병기 : 김병시 역

안동 김씨.
- 권기선 : 김병시의 처 역
- 권혁호 : 김기수 역

안동 김씨.
대한제국 수립
- 박승호 : 박은식 역
- 강인기 : 이완용 역
- 이승찬 : 이시영 역
- 이동훈 : 이승만 역

기타
- 김주영 : 이경하 역
- 허기호 : 이재원 역

흥선대원군의 조카.
- 전성환 : 신헌 역
- 김창봉 : 윤자승 역
- 유순철 : 이유원 역
- 윤덕용 : 홍순목 역

개화파 홍영식의 아버지. 갑신정변으로 인해 아들이 살해되자 자살한다.
- 이신재 : 심순택 역
- 서권순 : 심순택의 처 역
- 박칠용 : 강로 역
- 김인태 : 신응조 역
- 양영준 : 정기회 역
- 김경하 : 양헌수 역
- 유병준 : 한계원 역
- 강만희 : 윤웅렬 역
- 허현호 : 박규수 역
- 장기용 : 김윤식 역
- 김형일 : 어윤중 역
- 강태기 : 김홍집 역
- 이대로 : 최익현 역
- 김진서 : 홍종우 역
- 권이지 : 상궁 역
- 강경헌 : 봉상궁 역
- 김학준
- 김현숙
- 주효만
- 구본영

### 일본 인물
- 이치우 : 데라지마 무네노리 역

일본 외무대신
- 이일웅 : 구로다 기요타카 역

일본의 군인. 정객. 특명전권별리대신으로 조선과 강화도 조약을 체결한다.
- 서상익 : 하나부사 요시모토 역

일본 공사
- 박근형 : 이노우에 가오루 역

일본의 정객. 일본 공사.
- 임혁 : 미우라 고로 역

을미사변 관련 인물. 일본 공사.
- 김병기 : 오까모토 류노스께 역

을미사변 관련 인물. 일본군 포병장교로 조선 정탐 임무를 수행한다. 흥선대원군을 존경하는 척하며 을미사변에 대원군을 반강제로 끌어 들인다.
- 강만희 : 코무라 쥬타로우 역. 윤웅렬과 배우가 같다.
- 윤주상 : 이토 히로부미 역

일본의 정객. 총리대신. 후일 조선 초대통감.
- 강태기 → 김윤형 : 무쓰 무네미쓰 역. 김홍집과 배우가 같다.
- 김하균 : 사이온지 긴모치 역
- 이원발 : 미야모토 쇼이치 역
- 박철민 : 후쿠자와 유키치 역
- 김상순 : 다케조에 신이치로 역. 조두순과 배우가 같다.
- 박유승 : 시마무라 히사시 역
- 이일웅 : 치토 세마루호 선장 역. 구로다와 배우가 같다.
- 양재원 : 구스노세 역

일본군 장교
- 이도련 : 시바 시로 역

명성황후 살해를 목도하고 감명을 받아 시를 짓는다. 명성황후의 아버지 민치록과 배우가 같다.
- 이두섭 : 요시무라 역

일본공사관 서기관.
- 김성령 : 미치코 (고무라) 역

명성황후를 따르는 척하며 명성황후 살해계획을 돕는 일본인 여성.
- 정의갑 : 사사키 마사유키 역
- 허동훈 : 히라야마 이와히코 역

### 청나라 인물
- 남일우 : 이홍장 역
- 박진성 : 원세개 역
- 박경득 : 오장경 역
- 권혁호 : 정여창 역. 김기수와 배우가 같다.
- 박용식 : 마건충 역
- 문회원 : 오조유 역

### 독일 인물
- 이참 : 목인덕(묄렌도르프) 역

독일인으로 민씨 척족 세력의 지지를 얻고 외교와 재정을 담당한다.

### 러시아 인물
- 미상 : 사바틴 역

러시아군 장교.
- 미상 : 웨베르 역

러시아 공사.
- 김진아 : 손탁(존다크) 역

독일계 러시아 여성
- 미상 : 웨베르 부인 역

웨베르의 부인.

### 영국 인물
- 김린 : 이사벨라 비숍 역

영국 문학가.
- 미상 : 윌리엄 에스던 역

영국 총영사.

### 미국 인물
- 미상 : 다이 역

미국인 훈련대 교관.
- 미상 : 스크랜턴 역

미국인으로 이화학당 설립자.
- 미상 : 푸트 역

미국 공사.
- 미상 : 앨런 역

미국 감리회 선교사, 의사.
- 미상 : 양의 역

서양 의사.
- 미상 : 앨런 부인 역

앨런의 부인.
- 미상 : 데니 역

목인덕 후임 미국인 외교고문
- 미상 : 닉슨 역

## 수상 경력
- 2001년 KBS 연기대상 여자 최우수 연기상 이미연
- 2001년 KBS 연기대상 남자 조연상 김성환
- 2001년 KBS 연기대상 여자 조연상 김보미
- 2001년 KBS 연기대상 탤런트가 뽑은 올해의 PD상 윤창범
- 2002년 KBS 연기대상 여자 조연상 김성령
- 2002년 KBS 연기대상 여자 최우수 연기상 최명길
- 2002년 KBS 연기대상 대상 유동근
- 2002년 제38회 백상예술대상 TV부문 남자 최우수 연기상 유동근

## 참고 사항
- 자체 제작 드라마인 전작 《천둥소리》의 실패를 만회하기 위해 1995년 《인간의 땅》 이후 6년 만에 KBS 수목드라마를 외부에 제작을 의뢰했는데, 이는 《남편의 여자》, 《백색 미로》, 《인간의 땅》에 이어 네 번째로 KBS 수목드라마를 외부에 제작을 맡긴 것이었다. 이들 중 수목 미니시리즈 형태가 아닌 것은 《인간의 땅》 이후 두 번째였다.
- 일부 연기자 현대물 겹치기 출연 등이 식상하다는 지적이 있었다.[2]
- 조수미가 부른 《나 가거든》 등이 수록된 사운드 트랙은 30만 장이 판매되는 등 인기를 누렸다.[3]
- 2001년 4월 18일에 첫 회가 나갈 예정이었지만 명성황후 역의 캐스팅 문제로 어려움을 겪어왔으며[4] 이 때문에 KBS는 2주 동안 영화 편성을 했고[5] 첫 회도 2001년 5월 9일로 바뀌었다.
- 당초 100부작으로 계획되었으나, 124부작으로 연장되면서 몇 가지 논란이 있기도 했다.[6]
- 2002년 6월 4일 종영 예정이었으나 후속작 준비 미비 탓인지 1달 늘린 7월 18일 막을 내렸다.[7]
- 2005년 11월 2일부터 2006년 7월 25일까지 KBS 걸작선으로 재방영되었다.
- 《불멸의 이순신》 후속으로 낙점된 《서울 1945》가 제작비 문제 때문에 보류되자 《불멸의 이순신》 후속으로 재방송될 예정이었으나 시청자들의 반발과 내부적인 사정으로 인해 편성이 취소되었다.[8]

## 같이 보기
- 명성황후 (뮤지컬)
- 찬란한 여명 (드라마)
- 불꽃처럼 나비처럼